# Cerro Buenavista

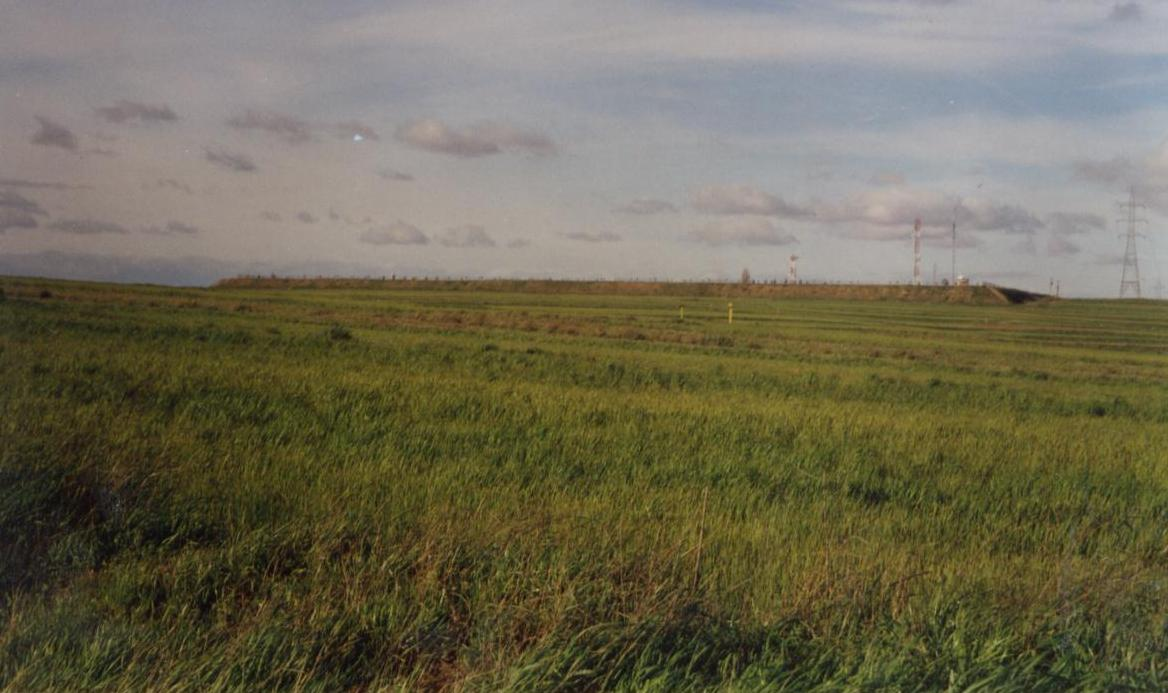
Cerro Buenavista visto desde el barrio del Sector III de Getafe.

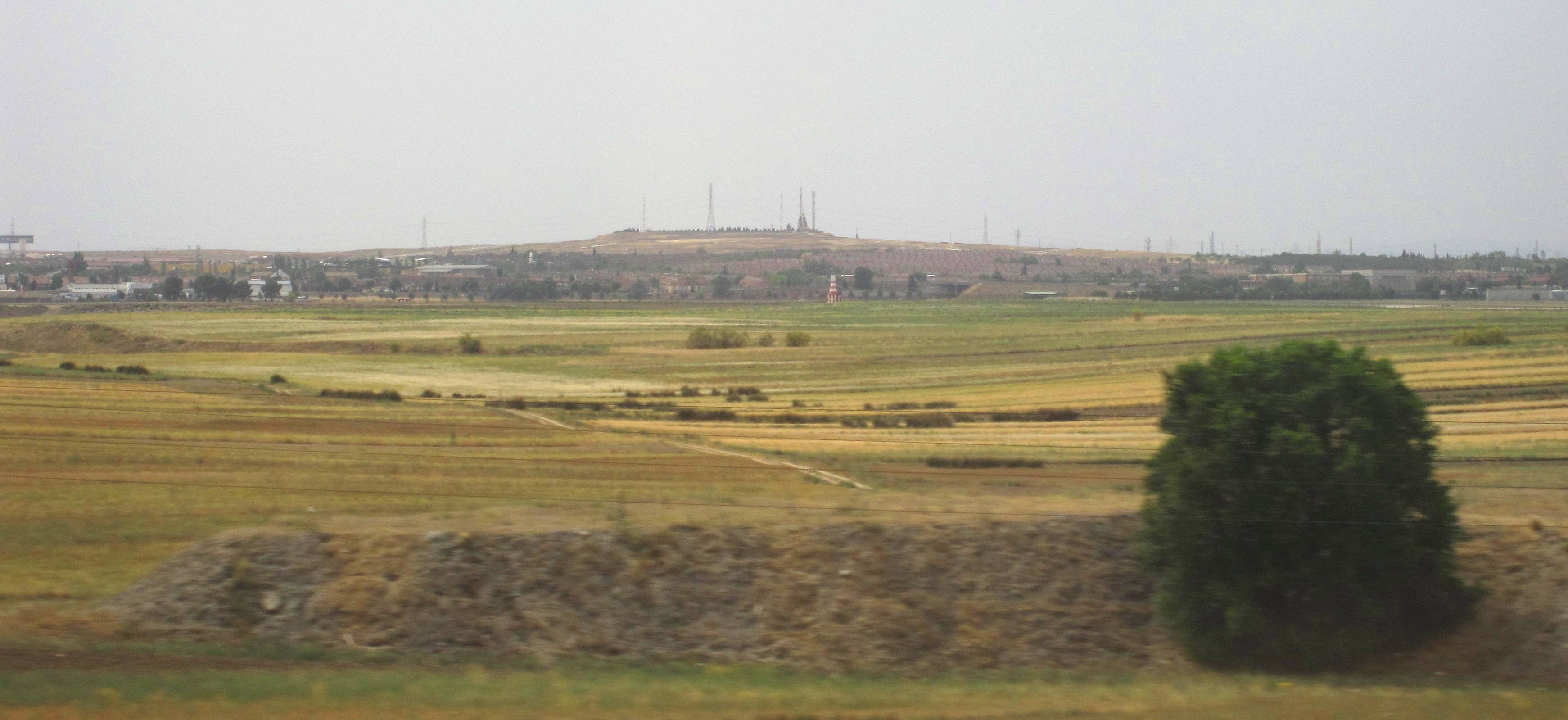
Cerro Buenavista visto desde la línea de alta velocidad de Madrid-Sevilla.

El cerro Buenavista es un cerro testigo de 704 metros de altitud situado en el límite de los términos municipales de Leganés y Getafe, a unos 12 km al sur de Madrid (España).

## Orografía
Esta elevación representa el punto más alto del término municipal de Getafe y uno de los más altos del de Leganés. En su ladera sureste está el barrio getafense del Sector III y en la noroeste el cementerio municipal de Leganés. En su cima está el depósito número 13 de agua del Canal de Isabel II, construido en 1975 y con capacidad para 254.897 m. 

## Etimología
El cerro Buenavista recibe este nombre debido a las vistas que se ven desde su cima. Desde ella se puede ver, salvo en días con mala visibilidad, el extremo este de la sierra de Gredos, la sierra de Guadarrama, la zona oeste de la sierra de Ayllón, Madrid, Getafe, Fuenlabrada y Leganés. Hacia el sur, se pueden avisar algunas sierras septentrionales de los montes de Toledo. Por su parte, hacia el este se divisan, entre otros lugares, el valle del río Manzanares en el entorno del Parque Regional del Sureste o el cerro de los Ángeles, alcanzando la línea del horizonte hasta la comarca de la Alcarria madrileña.

## Accesibilidad
En las proximidades del cerro y en la propia cima hay varios caminos muy concurridos por ciudadanos de Getafe y Leganés que acuden ahí para hacer deporte fuera de la ciudad.

## Actualidad
En la actualidad han comenzado los trabajos de urbanización de la parte englobada en el término municipal de Getafe, que convertirán el cerro en uno de los nuevos desarrollos urbanísticos del municipio.

## Fauna y flora
En la parte del cerro perteneciente a Leganés se conserva un entorno rural de barbechos y secanos sobre arenas. Hay parcelas donde aun se cultivan cereales, pero otras permanecen en estado de semiabandono; en estas últimas, así como en los bordes de los caminos, se desarrollan multitud de especies de herbáceas y arbustos autóctonos. La fauna de vertebrados que podemos encontrar en este entorno agrícola comprende especies como la perdiz roja, mochuelo común, conejo, cernícalo común, paloma torcaz, así como varias especies de aláudidos y otras paseriformes. En ciertas épocas del año (primavera) se puede escuchar el canto del alcaraván común, especie protegida por la legislación madrileña, siendo un indicativo bastante claro de que probablemente se reproduzca en este paraje.

## Vistas panorámicas desde el cerro

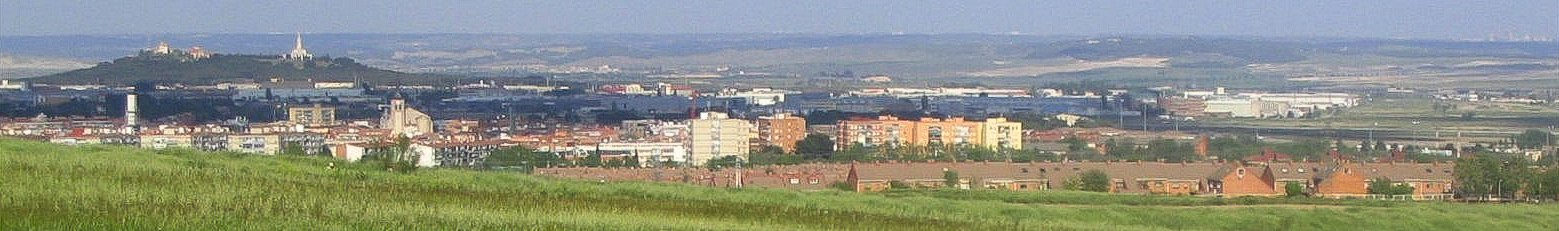
Vista hacia el este del centro de Getafe.

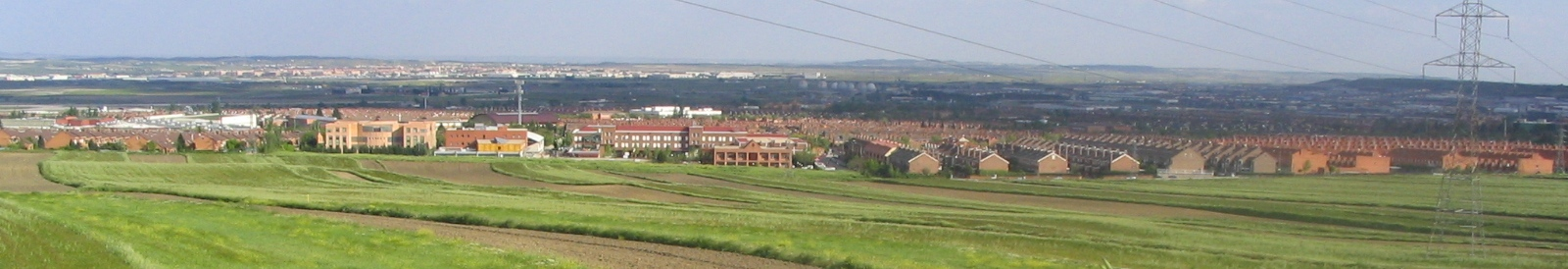
Vista hacia el sureste del Sector III (barrio de Getafe).